# Wulan Hada (sockenhuvudort i Kina, Inner Mongolia Autonomous Region, lat 41,63, long 113,19)
Wulan Hada är en sockenhuvudort i Kina. Den ligger i den autonoma regionen Inre Mongoliet, i den norra delen av landet, omkring 160 kilometer nordost om regionhuvudstaden Hohhot. Antalet invånare är 7 766. Befolkningen består av 3 846 kvinnor och 3 920 män. Barn under 15 år utgör 11,0 %, vuxna 15-64 år 76 %, och äldre över 65 år 11,0 %.
Runt Wulan Hada är det ganska glesbefolkat, med 39 invånare per kvadratkilometer. Det finns inga andra samhällen i närheten. Trakten runt Wulan Hada består i huvudsak av gräsmarker.
Genomsnittlig årsnederbörd är 449 millimeter. Den regnigaste månaden är juli, med i genomsnitt 118 mm nederbörd, och den torraste är januari, med 2 mm nederbörd.